# Manucodia chalybatus
El ave del paraíso metálica (Manucodia chalybatus) es una especie de ave paseriforme de la familia Paradisaeidae. Es de tamaño mediano, de hasta 36 cm de largo, azul verdoso, negro y púrpura, con una cola algo pequeña, con el iris del ojo de color rojo. Tiene plumas verdes en el pecho. Ambos sexos son casi similares, pero la hembra es un poco más pequeña y de plumaje menos morado.